# Trigonospora ciliata
Trigonospora ciliata là một loài dương xỉ trong họ Thelypteridaceae. Loài này được Wall. ex Benth. Holttum mô tả khoa học đầu tiên năm 1971.